# Robert Bazil
Robert Alfred Louis Bazillais, dit Robert Bazil, né le 18 mars 1922 à Paris 12e, et mort le 26 avril 2023 à Paris 16e, est un acteur français.

## Biographie

### Carrière
Ancien résistant, Robert Bazil débute au Centre dramatique de Colmar. En 1949, il est engagé par Jean-Marie Serreau pour la première pièce de théâtre de Bertolt Brecht montée en France : L'Exception et la Règle. Il suit également les Cours Simon.
Il a fait une grande carrière sur le petit écran avec des titres comme Joseph Balsamo, Les Cinq Dernières Minutes, La caméra explore le temps, L'inspecteur Leclerc enquête, mais c'est dans le rôle de Boucicault qu'il se fit connaître aux téléspectateurs, en compagnon fidèle de Thierry la Fronde.

### Vie privée
Robert Bazil a deux enfants : Olivier et Gilles.

#### Mort
Rentré dans le cercle des acteurs centenaires le 18 mars 2022, il meurt à l'âge de 101 ans le 26 avril 2023 à Paris 16e.

## Filmographie

### Cinéma
- 1956 : La Meilleure Part d'Yves Allégret : Andrieu, un chef d'équipe
- 1957 : Escapade de Ralph Habib
- 1958 : Le Dos au mur d'Édouard Molinaro : un inspecteur de police
- 1958 : Les Misérables de Jean-Paul Le Chanois (film tourné en deux époques) : un commissaire
- 1958 : Sois belle et tais-toi de Marc Allégret : le patron de l'auberge
- 1963 : Le Jour et l'Heure de René Clément : le cafetier
- 1964 : L'Insoumis d'Alain Cavalier : le père de Maria
- 1964 : Week-end à Zuydcoote d'Henri Verneuil : un soldat
- 1966 : Le Chien fou de Eddy Matalon
- 1971 : HPW ou Anatomie d'un faussaire d'Alain Boudet : le juge d'instruction
- 1971 : La Part des lions de Jean Larriaga : l'entrepreneur
- 1974 : Six alcooliques en quête d'un médecin de Gérard Samson (court métrage)
- 1976 : Le Jardin des supplices de Christian Gion
- 1977 : L'Aigle et la Colombe de Claude Bernard-Aubert : le baron Von Tibben
- 1982 : Les Misérables de Robert Hossein : le policier à la sortie des égouts
- 1983 : L'Épopée de Cheïkh Bouamama de Benamar Bakhti : le général leuti
- 2005 : Les Amants réguliers de Philippe Garrel

### Télévision
- 1957 : En votre âme et conscience, épisode : L'affaire Levaillant ou le Cabinet des embûches de  Claude Barma
- 1958 : Les Cinq Dernières Minutes, épisode Réactions en chaîne de Claude Loursais : un agent cycliste
- 1962 : L'inspecteur Leclerc enquête, épisode L'Inconnu du téléphone de Marcel Bluwal
- 1963-1966 : Thierry la Fronde de Pierre Goutas : Boucicault
- 1964 : Les Cinq Dernières Minutes, épisode 45 tours... et puis s'en vont de Bernard Hecht
- 1965 : Morgane ou Le prétendant d'Alain Boudet
- 1969 : Jacquou le Croquant, feuilleton de Stellio Lorenzi
- 1968 : Les Cinq Dernières Minutes, épisode Traitement de choc de Claude Loursais
- 1969 : Au théâtre ce soir : L’Amour des quatre colonels de Peter Ustinov, adaptation Marc-Gilbert Sauvajon, mise en scène Jean-Pierre Grenier, réalisation Pierre Sabbagh, Théâtre Marigny
- 1969 : Un Bourgeois de Paris, d'Alain Boudet
- 1970 : Ne vous fâchez pas Imogène de Lazare Iglesis
- 1972 : La Cerisaie, de Stellio Lorenzi d’après la pièce d’Anton Tchekhov : Epikhodos
- 1973 : Joseph Balsamo, feuilleton d'André Hunebelle
- 1974 : Au théâtre ce soir : Le Chien des Baskerville de Jean Marcillac d'après le roman d'Arthur Conan Doyle, mise en scène Raymond Gérôme, réalisation Georges Folgoas, Théâtre Marigny
- 1983 : La Chambre des dames de Yannick Andréi

### Doublage
- Columbo : personnages secondaires dans plusieurs épisodes

## Théâtre
- 1945 : Drôle de monde, comédie en 2 actes d'Yvan Audouard, au théâtre d'Iéna[5] (mai)[6]
- 1946 : Trente juin 1789, pièce radiophonique en 2 parties d'André Obey et Georges Girard, réalisation d'André Delferrière, sur le Poste Parisien (27 juin) : le vitrier / un homme
- 1947 : Le Survivant, pièce en 3 actes de Jean-François Noël, au Centre dramatique de l'Est à Colmar (janvier)[7]
- 1947 : Les Plaideurs, comédie en 3 actes de Jean Racine, mise en scène d'André Reybaz, au Centre dramatique de l'Est à Strasbourg (9 mai)[8]
- 1953 : La Maison de la nuit de Thierry Maulnier, mise en scène de Marcelle Tassencourt & Michel Vitold, au théâtre Hébertot
- 1954 : La Maison de la nuit de Thierry Maulnier, mise en scène Marcelle Tassencourt & Michel Vitold, au théâtre des Célestins
- 1955 : Un nommé Judas de Pierre Bost et Claude-André Puget, mise en scène de Jean Mercure, au théâtre des Célestins
- 1956 : Les Français à Moscou de Pol Quentin, mise en scène de Jacques Charon, au théâtre des Célestins
- 1958 : Miguel Mañana d'Oscar Venceslas de Lubicz-Milosz, mise en scène de Maurice Jacquemont, au Studio des Champs-Élysées
- 1959 : La Copie de Madame Aupic d'après Gian-Carlo Menotti, adaptation d'Albert Husson, mise en scène de Daniel Ceccaldi, au théâtre Fontaine
- 1959 : Les Écrivains de Michel de Saint-Pierre et Pierre de Calan, mise en scène de Raymond Gérôme, Théâtre des Mathurins
- 1965 : Andorra de Max Frisch, mise en scène de Gabriel Garran, au théâtre de la Commune, Théâtre Antoine
- 1970 : La vie que je t'ai donnée de Luigi Pirandello, mise en scène de Pierre Franck, au théâtre des Mathurins
- 1972 : Hadrien VII de Peter Luke, mise en scène de Raymond Rouleau, au théâtre des Célestins
- 1983 : Un grand avocat de Henry Denker, mise en scène de Robert Hossein, au théâtre Mogador